# Dorothy Wordsworth
Dorothy Mae Ann Wordsworth (n. el 25 de diciembre de 1771 – f. el 25 de enero de 1855) fue una escritora y poeta inglesa. Hermana del poeta romántico William Wordsworth, a quien estuvo muy apegada. Dorothy Wordsworth no se propuso ser escritora, y sus obras son recopilaciones de cartas, entradas en su diario e historias cortas.

## Vida
Dorothy Wordsworth nació en la Navidad de 1771 en Cockermouth, Cumberland. A pesar de la temprana muerte de su madre, Dorothy, William y sus tres hermanos tuvieron una infancia feliz. En 1783 su padre murió, y los niños fueron enviados a vivir con varios parientes. Dorothy fue enviada sola a vivir con su tía, Elizabeth Threlkeld en Halifax, West Yorkshire. Luego tuvo la posibilidad de reencontrarse con William, primero en Racedown Lodge en Dorset en 1795 y luego (1797 y 1798) en Alfoxton House en Somerset, volviéndose compañeros inseparables. Vivieron en la pobreza; llegando a pedirle ropa en desuso a sus amigos.
Dorothy escribía su diario y poesía pero tenía poco interés en convertirse en una escritora famosa, como su hermano. "Detestaría la idea de convertirme en autora," escribió una vez, "que William tenga el placer de ello." Estuvo a punto de publicar su libro de viajes a Escocia junto a William en 1803 Recollections of a Tour Made in Scotland, pero no encontró editor y no sería publicado hasta 1874.
Dorothy nunca se casó. Tras contraer matrimonio William con Mary Hutchinson en 1802, Dorothy continuó viviendo con ellos. Tenía entonces 31 años y pensó que ya era demasiado vieja para casarse. En 1829 enfermó gravemente y quedó minusválida para el resto de su vida. Murió a los 83 años en 1855, habiendo pasado sus últimos veinte años en, de acuerdo al biógrafo Richard Cavendish, "un profundo estado de senilidad".

## The Grasmere Journal
The Grasmere Journal fue publicado por primera vez en 1897, editado por William Knight. El diario describía elocuentemente su día a día en el Distrito del Lago, las largas caminatas con su hermano, y detalladas descripciones de destacados literatos de principios de siglo XIX, como Samuel Taylor Coleridge, Sir Walter Scott, Charles Lamb y Robert Southey.
Las obras de Dorothy Wordsworth salieron a la luz justo cuando los críticos literarios comenzaban a reexaminar el rol de la mujer en la literatura. El éxito del Grasmere Journal renovó el interés en Wordsworth, y otras recopilaciones de su diario y sus cartas fueron publicados. 
El Grasmere Journal y otros trabajos de Wordsworth revelan cuan importante fue ella para el éxito de su hermano. En su obra poética, William se basó en los detallados relatos de escenas naturales realizados por su hermana.